# Salomon Meijer Kannewasser
Salomon Meijer Kannewasser (Amsterdam, 24 september 1916 - Bergen Belsen, 20 maart 1945) ook bekend als Max Kannewasser, was een Nederlandse jazzzanger en de helft van het voor en in de Tweede Wereldoorlog beroemde duo Johnny en Jones. Tot hun bekendste liedjes behoren: Mijnheer Dinges weet niet wat swing is (single, 1938) (componist Joop de Leur, tekst Max Kannewasser), Metro-muziek, Maak het Donker in het Donker (19 juli 1940), Westerbork Serenade (1944).

## Levensloop
Max is geboren als zoon van Meijer Salomon Kannewasser (1885-1942), handelsagent en Rachel Ziekenoppasser (1889-1943), beiden ook vermoord in resp. Auschwitz en Sobibor. Het gezin woonde in de Lekstraat op nummer 130, 2 hoog. Hij was hun enige kind en begon in 1934 bij De Bijenkorf op de afdeling witgoed. In diezelfde Bijenkorf werd de kiem gezaaid voor het latere jazzduo Johnny en Jones; zijn collega Arnold Simeon 'Nol' van Wesel (Amsterdam 3 augustus 1918 – Bergen Belsen 15 april 1945) werkte op de calculatie afdeling. Ze werden ontdekt naar aanleiding van een optreden met het kwartet The Bijko Rhythm Stompers (bestaande uit Bob Beek, Max Kannewasser, Max Meents en Nol van Wesel) tijdens een personeelsfeestje van het warenhuis. Dat was georganiseerd door de Bijenkorfs personeelsvereniging "De Zwerm".
Max Kannewasser en Nol van Wesel gingen door onder de naam Johnny en Jones; het duo onderscheidt zich met een mengeling van humor, scat en jazzmuziek in het Nederlands. In 1936 groeide het aantal optredens zo dat het duo de Bijenkorf verliet. Het duo speelde vanaf eind 1937 regelmatig voor de VARA-radio, vaak met het orkest The Ramblers.
Na de Duitse inval in mei 1940 gaan ze door met hun optredens maar vanwege de anti Joodse maatregelen werd het steeds moeilijker.
In augustus 1942 trouwde Max met Suzanne Hermine Koster (Soerabaja Nederlands Indië, 1922). Nog geen jaar laten moesten ze onderduiken. Dat deden ze in het gebouw de Joodsche Invalide, een rusthuis voor Joodse ouderen.
Bij een razzia op 29 september 1943 werden ze opgepakt en afgevoerd naar Kamp Westerbork.
Ook in het kamp bleef het duo actief in het door de kampcommandant Gemmeker opgezette theater, met vooral Duits-Joodse artiesten.
Op 2 september 1944 kondigde Gemmeker het einde aan van het cabaretgezelschap waarvan het grootste deel samen met Kannewasser, Nol van Wesel en zijn vrouw op 4 september 1944 op transport gesteld wordt en in diverse kampen terecht kwam. Max en zijn vrouw gingen met transport XXIV/7 naar Theresienstadt en daarna naar Sachsenhausen, Ohrdruf en Buchenwald. Van Wesel en Kannewasser belandden uiteindelijk op 13 maart 1945 in concentratiekamp Bergen-Belsen.
Kort voor het eind van de oorlog op 20 maart 1945 overleed Max Kannewasser vanwege uitputting door ingewandsziekte. Hij was 28 jaar oud. Zijn vrouw Suzanne Koster overleefde de kampen. Zij overleed in 2018.

## Waardering
Het leven en de muziek van het duo sprak ook later nog tot de verbeelding. Op 8 juni 2001 ging de opera Johnny & Jones in première in de Amsterdamse Stadsschouwburg, een project van Theo Loevendie en Carel Alphenaar. 
Ook is er een documentaire  over het duo gemaakt door Abrahami-Netz TV Productions in 2014 met zangers die het duo voorstelden:"Swing with me tot the end of life". In Amsterdam werd in 1970/71 een brug naar het duo vernoemd De Johnny & Jonesbrug, die ligt in het Beatrixpark in Amsterdam-Zuid.